# Baetodes edmundsi
Baetodes edmundsi är en dagsländeart som beskrevs av Jurij Ivanovich Koss 1972. Baetodes edmundsi ingår i släktet Baetodes och familjen ådagsländor. Inga underarter finns listade i Catalogue of Life.